# Futó Elemér
Futó Elemér (Battyánpuszta, 1939. november 25. – Balatonberény, 2010. augusztus 30.) magyar erdész, a Kis-Balaton természetvédelmi felügyelője, a Balaton-felvidéki Nemzeti Park nyugalmazott vezető természetvédelmi őre.

## Életpályája
Battyánpusztán született, 1939. november 25-én, az uradalmi majorság egyik cselédházában. Felmenői zalaváriak voltak, nagyapja is a berekben látta meg a napvilágot. Szülei, a Festetics családnál, illetve a battyánpusztai kastély Nemestóthy nagybérlőjénél voltak alkalmazásban. Apja: Futó Márton, vadőr, anyagbeszerző, gépkocsivezető, vincellér és a halastavak felügyelője, anyja: Virág Julianna, az uraság gyermekeinek német nevelőnője mellett volt kisegítő. A család, a II. világháború után rövid ideig itt kezdett önállóan gazdálkodni, majd édesapja Budapesten vállalt gépkocsivezetői állást a Magyar Állami Erdőgazdaságok Központjában. 1948-ban saját kérésére helyezték vissza a Kis-Balatonra. 
Futó Elemér, az általános iskola első osztályát még a battyánpusztai majori iskolában járta, majd Vörsön fejezte be. A család 1948-tól már Vörsön lakott. Gyermekkorát a Kis-Balaton mellett töltötte. Nyolcadikos volt, mikor tanítója megbízta a falusi könyvtár működtetésével. 1954 és 1958 között a Soproni Erdészeti Technikumban tanult. A Közép-somogyi Erdőgazdaság központjába, Kaposvárra jelentkezett gyakornoknak, ám az Észak-somogyi erdőgazdasághoz került. Fél év múlva kinevezték kerületvezető erdésznek, Balatonszentgyörgyre. 1959 októberétől Pécsen töltötte sorkatonai szolgálatát. 1962-től a Szőcsénypusztai Erdészetnél lett kerületvezető. A varászlói kerületet kapta, és a somogysimonyi erdészházban lakott szüleivel. 1962 decemberében megnősült. 1963-tól tíz évig a gadányi erdészkerületben levő szolgálati lakásban élt családjával, itt gazdálkodtak is. 1973 május 15-től, a Kis-Balatoni Természetvédelmi Terület vezetőjének nevezték ki, és haláláig ezért a térségért dolgozott. 1973-tól Balatonberényben élt családjával.
A Kis-Balatonon részt vett a védett terület minden munkájában, közreműködött a területbővítésekben, így az 1400 hektáros természetvédelmi területből 1986-tól már 15 ezer hektáros tájvédelmi körzet lett. Volt vezető, vezető-helyettes, természetvédelmi őr. Faj- és élőhelyvédelmi programokat valósított meg. Neki köszönhető, hogy a szürkemarhaállomány visszakerült erre a területre, hogy a genetikai leromlástól megmentették a vörös mangalicasertést. Részese volt a Fekete István emlékhely, a vörsi tájház létrehozásának, és a kápolnapusztai bivalyrezervátum állatállományának fejlesztésében is. Azt a nézetet vallotta és terjesztette, hogy a régi emberek is csak annyit vettek el a tájból, amennyi létfenntartásukhoz szükséges volt. Hivatalosan 2000-ben vonult nyugdíjba, de 2003 óta őrkerület vezető természetvédelmi őrként tevékenykedett, egészen 2006. szeptember 20-i nyugdíjba vonulásáig. Mintaszerű faj- és élőhely-védelmi programokat bonyolított a tájegységben, többek között az invazív fajok visszaszorítása, és a veszélyeztetett fajok védelme érdekében. Madármegfigyeléseket végzett, rendszeresen tartott előadásokat, szakvezetéseket. Írásai jelentek meg a Búvár és Nimród című havilapokban, az Aquila címen megjelenő Magyar Madártani Intézet évkönyveiben, a Balatonkenesétől a Kis-Balatonig és A Kis-Balaton térsége című kötetekben. Jelentős munkát végzett az egykori Kis-Balaton Tájvédelmi Körzet területi bővítésében és a Balaton-felvidéki Nemzeti Park kialakításában. Első könyve 2008-ban jelent meg Berekjárás címmel. Második könyvét halála után, 2016-ban adták ki Egy élet a Kis-Balatonért címmel. A hazai természetvédelem jelentős alakja volt, aki munkásságával, tevékenységével hozzájárult a természeti értékek hosszú távú fennmaradásához.

## Emlékezete
Tiszteletére 2019 áprilisában Balatonszentgyörgy külterületén, a 76-os főútvonal közelében álló Gulya csárdánál mellszobrot állítottak. A portré Túri Török Tibor szépmíves, szobrászművész alkotása.A Fekete István Emlékhelyen elhelyezett portrédomborművével ellátott emléktábláját szintén Túri Török Tibor készítette.

## Magánélete
Felesége: Földi Irma; gyermekei: ifj. Futó Elemér (1964) és Futó Endre (1969).

## Könyvei
- Berekjárás – A nádas háztól a Kis-Balatonig (Balaton-felvidéki Nemzeti Park Igazgatóság, 2008)
- Egy élet a Kis-Balatonért – A Kis-Balaton életének árnyalt ábrázolása egy természetőr tollából (2016)

## Díjai, elismerései
- Munka Érdemrend bronz fokozata (1986)
- Bajor Környezetvédelmi Minisztérium Ezüst Emlékplakett (1988)
- Pro Natura Emlékérem (1990)
- Somogy Polgáraiért Díj (2003)
- Magyar Bronz Érdemkereszt (2006)